# Akhmed Zakayev
Akhmed Khalidovich Zakayev (em russo:  Ахмед Халидович Закаев) (26 de abril de 1959 em República Socialista Soviética Cazaque, União Soviética) é o antigo vice-primeiro-ministro e o atual primeiro-ministro da não-reconhecida República Chechena da Ichkeria. Ele foi também o ministro das relações exteriores do governo da Ichkeria, nomeado por Aslan Maskhadov logo após sua eleição em 1997, e novamente em 2006 por Abdul-Halim Sadulayev. Durante a Primeira Guerra da Chechênia, Zakayev participou nas batalhas de Grozny e outras operações militares, bem como em negociações com o lado russo.

Em 2002, em exílio, foi acusado pela Rússia de uma série de crimes, incluindo atos de terrorismo. Em 2003, o juiz britânico Timothy Workman rejeitou a extradição de Zakayev devido à falta de evidência, declarando as acusações como manobras políticas e citando as altas chances de Zakayev sofrer torturas caso fosse retornado a Moscou.

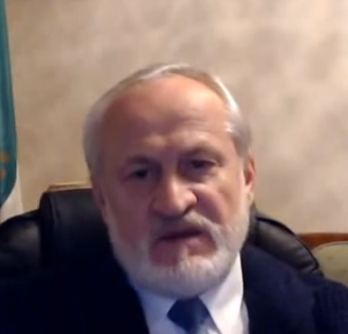
Zakayev em 2021